# 鲁仁弟
鲁仁弟（1970年—），藏族人，西藏自治区第一位天主教神父。

## 生平
鲁仁弟来自西藏自治区昌都市芒康县纳西民族乡的上盐井村，村中多数村民信仰天主教，此处的盐井圣心圣母堂也是西藏唯一的天主教堂。鲁仁弟出生于一个天主教家庭。其祖上原为四川甘孜地区的富裕人家，后遭强盗抢劫、流落他乡。其曾祖父在流亡途中被狗咬伤，最终由盐井教堂的传教士医治痊愈，自此他们全家皈依天主教。
1992年，鲁仁弟前往北京中国天主教神哲学院学习。毕业后，他于1996年在西安晋铎。此后回到家乡，成为盐井教堂神父。他不仅是该教堂第一位藏族神父，也是西藏自治区第一位神父。1998年起担任西藏自治区政协委员。
鲁仁弟于2004年还俗，娶妻生子。在他离任神父后，仍旧担任盐井天主教堂民管会主任，负责堂区各种事物。由于在他离职后堂区已没有神职人员，日常宗教活动仍由他主持。还俗后，鲁仁弟还开始经营葡萄酒，于2016年创办酒厂，生产“丁德良”牌干红葡萄酒。